# Stanjemonium spectabile
Stanjemonium spectabile är en svampart som först beskrevs av W. Gams, och fick sitt nu gällande namn av W. Gams 1999. Stanjemonium spectabile ingår i släktet Stanjemonium och familjen Bionectriaceae.   Inga underarter finns listade i Catalogue of Life.